# Pimelodus argenteus
Pimelodus argenteus is een straalvinnige vissensoort uit de familie van de antennemeervallen (Pimelodidae). De wetenschappelijke naam van de soort is voor het eerst geldig gepubliceerd in 1891 door Perugia.